# پل خشتی نیاکو
پل خشتی نیاکو مربوط به دوره قاجار است و در شهرستان آستانه اشرفیه، بخش مرکزی، روستای نیاکو واقع شده و این اثر در تاریخ ۲ بهمن ۱۳۸۲ با شمارهٔ ثبت ۱۰۷۸۹ به‌عنوان یکی از آثار ملی ایران به ثبت رسیده است.